# Nyctcalos
Nyctcalos é um género botânico pertencente à família Bignoniaceae.

## Espécies
- Nyctocalos brunfelsiaeflorus
- Nyctocalos brunsfelsiiflorus
- Nyctocalos cuspidatum
- Nyctocalos jucundum
- Nyctocalos macrosiphon
- Nyctocalos pinnata
- Nyctocalos thomsoni